# Alhambra (jeu)
Pour les articles homonymes, voir Alhambra.
Alhambra est un jeu de société créé par Dirk Henn et publié par Überplay et Queen Games en 2003.
Pour 2 à 6 joueurs, à partir de 8 ans pour environ 60 minutes. En 2003, Alhambra a gagné le Spiel des Jahres, le Schweizer Spielepreis pour les jeux en famille, l'As d'Or et le Essener Feder, et fut classé deuxième pour le Deutscher Spiele Preis.

## Thème du jeu
Chaque joueur doit construire un palais oriental.

## Règles du jeu

### Matériel
- un plateau de jeux avec quatre devises (des dinars, des dirhams, des couronnes et des ducats) représentées à côté d'une case où l'on placera le bâtiments à vendre (marché des bâtiments).
- un plateau de score
- un sachet contenant des tuiles représentant des bâtiments (jardin, palais, tours, arcades…) de différentes valeurs
- des cartes monnaies de différentes valeur et monnaie
- deux cartes de fin de manche
- deux pions de couleur par personne
- une carte de réserve par personne

### Mise en place
Chaque joueur reçoit une carte bâtiment « fontaine » qui sera le centre de son Alhambra et à partir de laquelle il devra la construire. Chaque joueur place un de ses pions de couleur sur sa fontaine et l'autre sur la case de départ du plateau des scores.
Chaque joueur reçoit ensuite pour « 20 » de monnaies (toutes monnaies confondues).
Quatre cartes monnaies sont dévoilées.

### But du jeu
Construire l'Alhambra qui rapportera le plus de points.

### Déroulement
Le jeu se joue en trois manches.
À son tour, un joueur peut effectuer une des quatre actions suivantes :
- Acheter un bâtiment disponible sur le plateau des bâtiments. Il doit le payer dans la monnaie indiquée sur le plateau. Il peut ensuite le placer sur son Alhambra. S'il paye le montant juste, il peut faire une autre action. Sinon, il a fini son tour.

S'il ne peut placer le bâtiment dans son Alhambra, il peut le placer dans sa réserve.
- Prendre de l'argent à savoir prendre une des quatre cartes dévoilées (il peut en prendre plus qu'une si le total n'excède pas 5).
- Placer un bâtiment de sa réserve sur son Alhambra
- déplacer des bâtiments sur son Alhambra

À la fin du tour, de nouveaux bâtiments sont replacés sur le marché des bâtiments et de nouvelles monnaies sont tirées de la pioche pour remplacer celles qui ne seraient plus sur la table.
Le joueur suivant entame son(ses) action(s).
À deux moments dans la pioche des monnaies apparait la carte de fin de manche. Un décompte est alors fait des points en comptabilisant les joueurs qui ont le plus de bâtiments de chaque type (un joueur lors de la première manche, les deux premiers lors de la deuxième et les trois premiers lors de la troisième).

#### Règles de placement
Un bâtiment doit toujours être positionné de sorte qu'on puise y accéder à partir de la fontaine centrale (sans devoir traverser un mur ou sans passer par un coin). Contre un mur, il ne peut y avoir qu'un mur.

### Fin du jeu
Le jeu se termine lorsqu'il n'y a plus de bâtiments pour placer sur une zone vide du marché des bâtiments. À ce moment, le joueur qui a le plus de monnaie de chaque type récupère l'éventuel bâtiment correspondant sur le marché des bâtiments.
Puis vient le décompte (comme à la fin des deux premières manches). Dans celui-ci intervient également le plus long mur de chaque joueur.

## Extensions
- Le Palais d'Alhambra : quatre « ajouts » au jeu de base :
  - Le souhait du Vizir permet de procéder à un achat à tout moment,
  - les tuiles d'échafaudage permettent de démultiplier la valeur de bâtiments déjà existants,
  - les cartes de change permettent de procéder à des achats avec des monnaies qui ne sont pas celles demandées
  - les cartes contrat permettent d'accroître les points déjà obtenus si une de ses constructions correspond à une des cartes contrats en la possession du joueur.
- La porte de la ville : quatre nouvelles extensions cumulables ou à jouer séparément :
  - La porte qui autorise à jouer au-delà de ses murailles,
  - les camps de bédouins qui confèrent des bonus à l'extérieur des murailles,
  - des diamants, éléments de change universel
  - des personnages
- L'heure des voleurs : quatre nouvelles petites règles et astuces :
  - Les voleurs donnent le droit de prendre de l'argent dans la banque.
  - Les marchands ambulants : les pions « habitants » se réunissent autour de la case marchand installée en début de partie et rapporter des bonus au comptage final.
  - La monnaie autorise à acheter n'importe comment.
  - Les cartes murailles donnent le droit de construire des murs là où il n'y en avait pas.

## Récompenses
- Spiel des Jahres  2003
- Essener Feder  2003
- As d'or  2003
- Schweizer Spielepreis  2003